# Park Ye-young
Park Ye-young (en hangul, 박예영; nacida el 22 de agosto de 1989) es una actriz surcoreana. 
Después de graduarse del Departamento de Cine de la Facultad de Artes y Diseño de la Universidad de Konkuk, Park comenzó a actuar en 2013 y desde entonces ha protagonizado varios cortometrajes y largometrajes independientes. También es conocida por sus papeles secundarios en las series El amor es como el chachachá de Netflix y Anna de Coupang Play. Park no tuvo agencia hasta 2022, y desde entonces está representada por Dongyi Company.

## Primeros años y educación
En su infancia, Park vio una obra de teatro y sintió una vaga curiosidad por la actuación. Sin embargo, ella solo estuvo seriamente interesada en actuar desde la escuela media. Debido a la influencia de un profesor, se matriculó en una clase de teatro durante un semestre. En la escuela secundaria, Park, de repente quiso intentar actuar de nuevo y trató de persuadir a sus padres. Más adelante se matriculó y estudió en el Departamento de Cine de la Facultad de Artes y Diseño de la Universidad de Konkuk.

## Carrera

### Debut y carrera en el cine independiente
Park comenzó su carrera como actriz en el cortometraje Winter Preparation (2013) como Jae-in. Dirigida por Lee Yoon-hyeong, se estrenó en el 12.º Festival de Cortometrajes Mise-en-scène. También se proyectó en el 14.º Festival de Cortometrajes de Daegu. Esas fueron la primera y segunda experiencia de Park como asistente a un festival de cine. Ese mismo año protagonizó el cortometraje Shorts, que se proyectó en el Festival de Cine Independiente de Seúl de 2013. En 2015, otro cortometraje protagonizado por Park, And Autumn Has Come, fue invitado al Mise-en-scène Short Film Festival y al Jeonbuk Independent Film Festival. Un año después, su cortometraje The Road not Taken, también conocido como Galae (2016), se proyectó en el Festival Internacional de Cine de Mujeres de Seúl y fue invitado al Festival Internacional de Cine Juvenil de Seúl.

Park Ye-young es una actriz extraña. En la película, Park Ye-young a menudo mira a la otra persona de forma oblicua, en un ángulo que es algo difícil de explicar, en un momento inesperado. Dado que el cine es un arte de la mirada, evoca la sensación de que toda la pantalla se inclina cada vez, algún tipo de fuerza bruta. No tengo más remedio que decir esto. Eso es porque solo Park Ye-young crea ese tipo de sentimiento. Al principio pensé que era dirigida, pero era extraño ver ese poder siempre ejercido en las películas de diferentes directores. Quiero ver ese poder más a menudo. Tal vez esta actriz se vuelva siempre más fuerte. (Jeong Seong-il, director y crítico de cine).

En 2017, Park fue seleccionada como actriz destacada del 10.º Proyecto FILM DABIN: Actriz Park Ye-young, que proyectó sus tres películas independientes, And Autumn Has Come, My Chemical Love y Shall We Go, y realizó dos actos públicos de debate con Park. La discusión fue moderada por el director Hyung Seul-woo y parte del panel fueron el director Choi Jeong-ho, Moon In-su y el director Lee Yu-ri. Se llevó a cabo el sábado 11 de noviembre en el Teatro de Seúl 8, 13, Jongno-gu, Seúl y el sábado 18 de noviembre en Pause Cinema, Chuncheon-si, Gangwon-do.

### Debut televisivo
El debut televisivo de Park fue en un pequeño papel como enfermera en la serie dramática de tvN Abyss (2019). Un año después, Park apareció en los episodios 22 y 23 de la serie dramática Soul Mechanic como la enfermera Heo Min-young. En 2021, Park interpretó a Lee Sung-sil en el episodio 6 de la serie de SBS Sell Your Haunted House. Ese mismo año, Park actuó en su primer papel secundario como la escritora de programas de variedades Wang Ji-won en la serie dramática El amor es como el chachachá.
En 2022 protagonizó junto a Bae Suzy en la serie original Anna de Coupang Play, como la mejor amiga de Anna, Ji-won. Su actuación obtuvo elogios de la crítica y le valió el Premio a la Mejor actriz revelación en series en los Premios Director's Cut de 2023.

## Filmografía

### Largometrajes
| Año  | Título                                       | Coreano                   | Papel                                  | Ref.   |
| ---- | -------------------------------------------- | ------------------------- | -------------------------------------- | ------ |
| 2010 | Amor de escopeta                             | 사랑이 무서워             | Modelo de lencería                     |        |
| 2011 | La historia de mi vida (Meot-jin in-saeng)   | 멋진 인생                 | Miembro del personal 2                 |        |
| 2011 | Caña (Hoechori)                              | 회초리                    | Eun-ja                                 |        |
| 2012 | Chicos nuevos en la ciudad                   | 뉴키즈 인 타운            | Bo-young                               |        |
| 2015 | Chica en el borde                            | 여고생                    | Eunyoung                               |        |
| 2015 | Fobia social                                 | 소셜포비아                | Ha Young-dong                          | [ 11 ] |
| 2016 | Janggi King: revolución del mercado de Garak | 장기왕: 가락시장 레볼루션 | Du-hee                                 |        |
| 2018 | El rey de las drogas (Ma-yak-wang)           | 마약왕                    | Mora 4                                 |        |
| 2019 | Vértigo                                      | 버티고                    | Ye-dam                                 |        |
| 2019 | Escuadrón de atropello y fuga                | 뺑반                      | Yeo-jeong                              |        |
| 2019 | Nunca te apresures                           | 너는 결코 서둘지 말라     | Cho-yeon                               |        |
| 2020 | Niño                                         | 아이                      | Directora                              |        |
| 2020 | Mi habitacion                                | 나의 방                   | Young-shin                             |        |
| 2021 | Declaración de emergencia                    | 비상선언                  | Miembro del Centro de control de Tokio |        |

### Cortometrajes
| Año  | Título                                 | Coreano            | Papel         | Notas                       | Ref.   |
| ---- | -------------------------------------- | ------------------ | ------------- | --------------------------- | ------ |
| 2013 | Preparándose para el invierno          | 월동준비           | Jae-in (Jane) | Debut                       | [ 5 ]  |
| 2013 | Las historias cortas                   | 단편선             | Alumna        |                             |        |
| 2015 | Y ha llegado el otoño                  | 그리고 가을이 왔다 | Jisun         |                             | [ 6 ]  |
| 2016 | Galae (Camino no tomado)               | 갈래               | Na            |                             | [ 12 ] |
| 2017 | Grabación                              | 녹음               | Su-yeon       |                             | [ 13 ] |
| 2017 | Mi amor químico                        | 마이 케미컬 러브   | Seon-ju       |                             | [ 14 ] |
| 2018 | Ley de Sally                           | 샐리의 법칙        |               |                             |        |
| 2018 | El autostopista                        | 히치하이커         | Trabajadora   |                             |        |
| 2018 | Café 3 cápsulas del equipo HR          | 인사3팀의 캡슐커피 | Kim Min-ju    | Protagonista                | [ 15 ] |
| 2019 | León                                   | 레오               | Eu-nae        |                             |        |
| 2019 | Sol robado (Naui bang)                 | 나의 방            | Yeong-sin     |                             |        |
| 2019 | Hogar                                  | 홈                 | Mogul         | Película animada (solo voz) | [ 16 ] |
| 2019 | Seire                                  | 세이레             | Esposa        |                             |        |
| 2022 | Joo-young en el país de las maravillas | 더더더             | Joo-young     | Protagonista                | [ 17 ] |

### Series de televisión
| Año  | Título                       | Papel                             | Notas                              | Ref.          |
| ---- | ---------------------------- | --------------------------------- | ---------------------------------- | ------------- |
| 2019 | Abyss                        | Enfermera                         | Aparición especial (ep. 7, 10, 12) | [ 18 ] [ 19 ] |
| 2020 | Soul Mechanic                | Heo Min-young                     | Reparto (ep. 21-23)                | [ 2 ]         |
| 2021 | Sell your haunted house      | Lee Sung-sil                      | Cameo (ep.6)                       | [ 2 ]         |
| 2021 | El amor es como el chachachá | Wang Ji-won                       | Reparto secundario                 | [ 10 ]        |
| 2021 | A Person Like You            | Profesora de la escuela de Taerim | Aparición especial                 | [ 2 ]         |
| 2021 | Inspector Koo                | Yoon Jae-yoong                    | Cameo (ep. 1–2, 4)                 | [ 20 ]        |
| 2022 | Anna                         | Han Ji-won                        | Serie web. Reparto                 | [ 9 ]         |
| 2022 | Summer Strike                | Cho Ji-young                      | Reparto secundario                 | [ 21 ] [ 22 ] |
| 2024 | Cautivar a un rey            | Dama de la corte Dong             | Reparto secundario                 | [ 23 ] [ 3 ]  |
| 2025 | Si las estrellas hablaran    | Científica                        | Reparto secundario                 | [ 24 ]        |
| 2025 | Nuestro Seúl por descubrir   | Kim Soo-yeon                      | Reparto secundario                 | [ 25 ] [ 26 ] |

## Premios y nominaciones
| Año  | Premios                | Categoría                             | Papel | Resultado | Ref.   |
| ---- | ---------------------- | ------------------------------------- | ----- | --------- | ------ |
| 2023 | Premios Director's Cut | Mejor actriz revelación en televisión | Anna  | Ganadora  | [ 10 ] |